# Anaspis abollata
Anaspis abollata là một loài bọ cánh cứng trong họ Scraptiidae. Loài này được Gozis miêu tả khoa học năm 1882.